# Bob the Builder
Bob the Builder (Bob el constructor en Hispanoamérica y Bob y sus amigos en España) es una serie animada de televisión británica para niños, creada por Keith Chapman para HIT Entertainment y Hot Animation. La serie sigue las aventuras de Bob, un contratista general especializado en albañilería, junto con su colega Wendy, varios vecinos, amigos y equipo, y su pandilla de vehículos de trabajo antropomorfizados, Scoop, Muck, Dizzy, Roley, Lofty y muchos otros. La serie se emitió del 12 de abril de 1999 al 31 de diciembre de 2011 en el Reino Unido a través de la cadena CBBC y, posteriormente, CBeebies. La serie utilizó originalmente stop-motion de 1999 a 2009, pero más tarde utilizó animación CGI a partir de la serie derivada Ready, Steady, Build! (2010-2011). Los propietarios británicos de Bob el Constructor y Thomas & Friends vendieron la empresa en 2011 al fabricante de juguetes estadounidense Mattel por 680 millones de dólares.
En cada episodio, Bob y su grupo ayudan con renovaciones, construcciones y reparaciones y con otros proyectos según sea necesario. El programa hace hincapié en la resolución de conflictos, la cooperación, la socialización y diversas habilidades de aprendizaje. El eslogan de Bob es "¿Podemos arreglarlo?", a lo que los demás personajes responden "¡Sí podemos!". Esta frase es también el título de la canción principal del programa, que fue un éxito millonario en el Reino Unido.
En octubre de 2014, Bob el Constructor fue renovado por Mattel para una nueva serie que se emitió en el programa Milkshake! de Channel 5 en 2015. Entre los diversos cambios de la nueva serie se incluyen la ambientación, el reparto y la apariencia de los personajes. Los cambios han sido criticados por los fans de la versión original.
En enero de 2024 se anunció una adaptación cinematográfica animada de la serie, producida por Nuyorican Productions, de Jennifer López, con Anthony Ramos como la voz de Bob.

## Personajes y actores de doblaje
El programa se emite en muchos países, aunque su origen fue en el Reino Unido, donde los personajes principales tuvieron las voces de Neil Morrissey, Rob Rackstraw y Kate Harbour. Para marzo de 2001, la serie se había vendido a más de cien países y había inspirado una línea de juguetes licenciada por Hasbro.

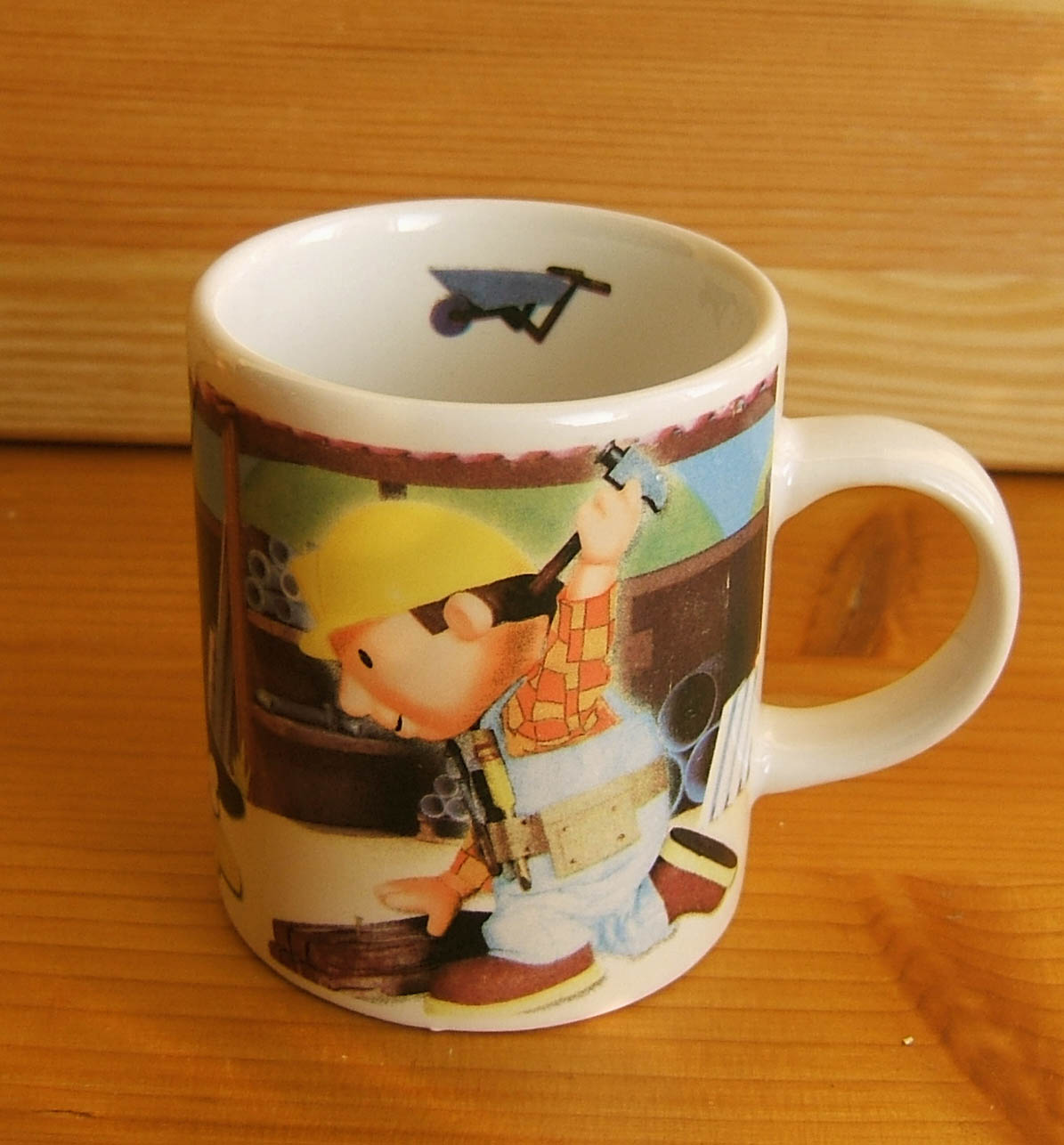
Bob, el personaje titular de la serie, como aparece en una taza.

### Humanos
- Bob: es el protagonista de la serie, un joven ingeniero civil, jefe de su propio equipo y proveniente de una familia de constructores. Es asistido por Wendy y tiene a su cargo varios proyectos alrededor de la ciudad, para lo cual es ayudado por vehículos antropomórficos. Bob no es muy bueno con las computadoras, y algunos de sus mayores problemas surgen por olvidar encender su teléfono celular.
- Wendy: hace el trabajo administrativo en la oficina. Algunas veces también se encarga de ordenar las herramientas y el equipo. Wendy es la ayudante de Bob.
- El Granjero Pickles: es un granjero que ayuda algunas veces a Bob y a Wendy. Es también dueño de un espantapájaros muy travieso llamado Spud.
- Spud: es un espantapájaros muy travieso que casi siempre se mete en muchos problemas al tratar de resolverlos.
- Leo: es el aprendiz de Bob y Wendy y uno de los personajes exclusivos del reboot de la serie.

#### Secundarios
- Sr. Bernard Bentley - Encargado de inspeccionar las obras, además es el alcalde de la ciudad de Bobsville y del Valle del Girasol.
- Sra. Bárbara Bentley - Esposa del Sr. Bentley.
- Sr. Sabatini - Encargado de la pizzería.
- Sra. Sabatini - Esposa del Sr. Sabatini.
- Pam Goody - Gerente del centro de artes.
- Sr. Jeremy Ellis - Encargado del museo.
- Sr. Bill Beasley - Hombre muy torpe y un poco indeciso, lleva un par de gafas.
- Sra. Percival - Directora del colegio.
- Sra. Potts - La ama de casa que tiene un lindo jardín de deseos como colección.
- Mavis - Cartera.
- Sr. Dixon - Cartero.
- Robert - El padre de Bob.
- Dorothy - La madre de Bob.
- Tom - El hermano gemelo de Bob (en la película navideña).
- Sr. Costello - Director del cine.
- JJ - Encargado de la tienda de recambios.
- Molly - Hija de JJ.
- Sr. Fothergill - Técnico de computadoras.
- Jenny - La hermana de Wendy.
- Dora - La tía de Bob (en la carta, comentando que le gusta que todo es ordenado).
- Doris - La tía del Sr. Ellis.
- Sr. Williams - Responsable del aeropuerto.
- Sr. Stevens - Arqueólogo de los deseos.
- Marjorie - proviene de Bobsville, sobrina del Granjero Pickles y dueña de la fábrica del girasol.
- Max - Esposo de Marjorie.
- Sr. David Mockney - Gerente del museo de Fixham.

### Máquinas
- Scoop es un retroexcavadora de color amarillo que hace la función de jefe de todas las máquinas. Es él quien dice el lema del grupo "¿Podemos hacerlo?".
- Muck es un camión volquete con Pala de color rojo con ruedas de oruga y una pala cargadora que no piensa mucho antes de actuar, lo que a menudo le ocasiona muchos problemas, pero que casi siempre consigue salir de ellos, le gusta el lodo pero detesta el baño y le da mucho miedo la oscuridad.
- Dizzy es una hormigonera de color naranja y una de las más jóvenes en el patio, ella es ansiosa, curiosa y muy inquieta de aventuras.
- Lofty es una grúa de color azul que no es muy discreta; es muy indeciso y tímido, pero con el coraje del grupo al final, al plantearse la pregunta: "¿Podemos hacerlo?"; generalmente responde con inseguridad: "Eso creo....", le teme mucho a las alturas, a los ratones y también a Spud, aunque en ocasiones le ayuda en sus problemas.
- Roley es una aplanadora de color verde, fanático del rock and roll y su mejor amigo es Pájaro.
- Travis es el tractor del granjero Pickles de color turquesa. Él lleva a cabo labores cuando se necesita y mantiene vigilado a Spud.

#### Máquinas con menor participación
- Scrambler - es una cuatrimoto de color azul, es muy travieso y energético y siempre dice "asombroso".
- Benny - es una excavadora prqueña de color magenta con negro que siempre le dice a Scoop "gran banana".
- Skip - es un camión de color amarillo con verde lima que es parte de JJ en su patio de suministros.
- Trix - es una carretilla elevadora de color violeta que trabaja con JJ en su patio.
- Scoot - es la motonieve de Tom de color negro y amarillo, como una abeja.
- Zoomer - es otra motonieve, de color morado, es parte de Jana y vivía con Benny en Bobblesberg.
- Sumsy - es una carretilla elevadora de color granate que trabaja en la fábrica del girasol y le pertenece al Granjero Pickles.
- Dodger - es una camioneta pickup de color azul con blanco que reparte la leche.
- Packer - es un camión semirremolque de color rojo y es amigo con Scrambler y Dodger.
- Tumbler - es un camión hormigonera de color naranja con verde y la máquina más fuerte.
- Flex - es un camión plataforma elevadora de color amarillo con negro, igual que una abeja.
- Bristle - es un camión barrendero con plateado que limpia la carretera.
- Gripper y Grabber - son una grúa y una excavadora de color rojo con verde sobre ruedas de oruga.
- Scratch - es una pequeña excavadora a oruga de color celeste, parecida a Benny pero sin pala trasera y también es parte del equipo de Bob.

### Animales
- Pilchard es el gato de Bob y es considerado como parte del equipo. También se duerme mucho. En las temporadas anteriores, Wendy lo cuida cuando Bob está trabajando, pero a veces arruina la oficina.
- Pájaro - es un pájaro azul de cresta y plumas en la cola roja. Es el mejor amigo de Roley.
- Scruffty es el perro travieso y bondadoso del granjero Pickles. Hace amistades con Pilchard, aunque también tienen rivalidades, como todos los perros y gatos.

#### Otros animales
- Squawk - es otra ave, un cuervo que siempre molesta mucho a Spud. Es amigo de Pájaro.
- Tommy - es la tortuga de la señora Potts. Le gustan mucho las lechugas. Roley le dice Timmy al pronunciar nombre.
- Hamish - es el periquito de Molly (Anteriormente pertenecía al Sr. Fothergill, pero deseos este se lo regala a Molly al descubrir que era la causa de sus alergias).
- Finn - es otra mascota de Bob. Es un pez dorado. Pilchard siente celos de él e intenta comérselo.
- Las ovejas - son un rebaño de 28 ovejas blancas con cara negra patas negras y orejas negras largas, son amigas de Scruffty.

## Episodios

### Serie original (1999-2004)

#### Temporada 1
| Número (serie) | Número (temporada) | Título en inglés (RU)       | Título en inglés (EU)       | Título en español (LA)       |
| -------------- | ------------------ | --------------------------- | --------------------------- | ---------------------------- |
| 1              | 1                  | Pilchard in a Pickle        | Pilchard in a Pickle        | Pilchard en aprietos         |
| 2              | 2                  | Muck Gets Stuck             | Muck Gets Stuck             | Muck se paraliza             |
| 3              | 3                  | Scoop Saves the Day         | Scoop Saves the Day         | Scoop al rescate             |
| 4              | 4                  | Buffalo Bob                 | Buffalo Bob                 | Bob el vaquero               |
| 5              | 5                  | Wendy's Busy Day            | Wendy's Busy Day            | El ajetreo de Wendy          |
| 6              | 6                  | Bob's Bugle                 | Bob's Bugle                 | La trompeta de Bob           |
| 7              | 7                  | Bob's Birthday              | Bob's Birthday              | El cumpleaños de Bob         |
| 8              | 8                  | Travis Paints the Town      | Travis Paints the Town      | Travis pinta la ciudad       |
| 9              | 9                  | Bob's Barnrasing            | Bob's Barnrasing            | Tiempo de cosechar           |
| 10             | 10                 | Bob Saves the Hedgehogs     | Bob Saves the Porcupines    | Bob salva puercoespines      |
| 11             | 11                 | Naughty Spud                | Naughty Spud                | Spud el travieso             |
| 12             | 12                 | Travis and Scoop's Big Race | Travis and Scoop's Big Race | La carrera de Travis y Scoop |
| 13             | 13                 | Scary Spud                  | Scary Spud                  | El miedo de Spud             |

#### Temporada 2
| Número (serie) | Número (temporada) | Título en inglés (RU) | Título en inglés (EU) | Título en español (LA) |
| -------------- | ------------------ | --------------------- | --------------------- | ---------------------- |
| 14             | 1                  | Runaway Roley         | Runaway Roley         | El fugitivo            |
| 15             | 2                  | Bob's Big Surprise    | Bob's Big Surprise    | La gran sorpresa       |
| 16             | 3                  | Spud the Spanner      | Spud the Super Wrench | El nuevo constructor   |
| 17             | 4                  | Bob's White Christmas | Bob's White Christmas | Blancas Navidades      |
| 18             | 5                  | Lofty to the Rescue   | Lofty to the Rescue   | El rescate             |
| 19             | 6                  | Dizzy's Bird Watch    | Dizzy's Bird Watch    | El nido                |
| 20             | 7                  | Wallpaper Wendy       | Wallpaper Wendy       | El papel de Wendy      |
| 22             | 8                  | Dizzy's Statues       | Dizzy's Statues       | Las estatuas           |
| 23             | 9                  | Tea Set Travis        | Tea Set Travis        | Un juego de té         |
| 24             | 10                 | Wendy's Big Match     | Wendy's Big Game      | El gran juego          |
| 25             | 11                 | Clocktower Bob        | Clocktower Bob        | El reloj de la torre   |
| 26             | 12                 | Wendy's Tennis Court  | Wendy's Tennis Match  | La cancha de tenis     |
| 27             | 13                 | Pilchard Goes Fishing | Pilchard Goes Fishing | Un día de pesca        |

#### Temporada 3
| Número (serie) | Número (temporada) | Título en inglés (RU) | Título en inglés (EU) | Título en español (LA) |
| -------------- | ------------------ | --------------------- | --------------------- | ---------------------- |
| 28             | 1                  | Bob's Boots           | Bob's Boots           | Las botas de Bob       |
| 29             | 2                  | Mucky Muck            | Mucky Muck            | Cubiertos de barro     |
| 30             | 3                  | Bob´s Day Off         | Bob´s Day Off         | El día libre           |
| 31             | 4                  | Magnetic Lofty        | Magnetic Lofty        | El imán                |

## Transmisión
En América Latina fue transmitida por Discovery Kids. En España fue transmitida por Playhouse Disney o Clan TVE y ahora en Disney Junior. En Cataluña fue transmitida por K3. En la Argentina fue transmitida por Canal 9. En Paraguay fue transmitida por Paravisión y Paraná TV. En el Perú fue transmitida por Latina Televisión y Global Televisión. En la República Dominicana fue transmitida por Antena Latina. En México fue transmitida por Canal 5.

### Idioma del país
Bob el Constructor ha sido doblado en varios idiomas, en inglés, se llama Bob the Builder, en francés se llama Bob le bricoleur, en portugués se llama Bob o Construtor, en alemán se llama Bob der Baumeister, en italiano se llama Bob aggiustatutto, en polaco se llama Bob Budowniczy, en neerlandés se llama Bob de Bouwer, en ruso se llama Боб-строитель (Bob-stroitel'), y en japonés se llama ボブとはたらくブーブーズ (Bobu to hataraku būbuzu).
| Idioma                  | Título                                           | Canal                              |
| ----------------------- | ------------------------------------------------ | ---------------------------------- |
| Español (Latinoamérica) | Bob el Constructor                               | Discovery Kids                     |
| Español (España)        | Bob y Sus Amigos                                 | Playhouse Disney Clan              |
| Catalán (España)        | Bob el manetes                                   | TV3 Super 3                        |
| Inglés (Reino Unido)    | Bob the Builder                                  | CBeebies Nick Jr. ABC Kids         |
| Inglés (Estados Unidos) | Bob the Builder                                  | Nick Jr. PBS Kids Treehouse TV     |
| Francés                 | Bob le bricoleur                                 | France 5 Tiji                      |
| Portugués (Brasil)      | Bob o Construtor                                 | Discovery Kids TV Cultura          |
| Portugués (Portugal)    | Bob o Construtor                                 | RTP1                               |
| Alemán                  | Bob der Baumeister                               | Playhouse Disney Toggolino         |
| Italiano                | Bob aggiustatutto                                | Rai Yoyo JimJam Cartoonito         |
| Polaco                  | Bob Budowniczy                                   | Fox Kids JimJam CBeebies MiniMini+ |
| Ruso                    | Боб-строитель Bob-stroitel'                      | Tele Nyanya Karusel JimJam         |
| Neerlandés              | Bob de Bouwer                                    | Jetix                              |
| Japonés                 | ボブとはたらくブーブーズ Bobu to hataraku būbuzu | TV Tokyo                           |
| Hebreo                  | בוב הבנאי Bwbhbnʼy                               | Hop!                               |